# Carrionia nigrovittata
Carrionia nigrovittata är en insektsart som först beskrevs av Ronald Gordon Fennah 1944.  Carrionia nigrovittata ingår i släktet Carrionia och familjen Lophopidae. Inga underarter finns listade i Catalogue of Life.